# Acaroceras africanus
Acaroceras africanus är en kvalsterart som beskrevs av Sandór Mahunka 1991. Acaroceras africanus ingår i släktet Acaroceras och familjen Microzetidae. Inga underarter finns listade i Catalogue of Life.